# 23717 Kaddoura
23717 Kaddoura este un asteroid din centura principală de asteroizi.

## Descriere
23717 Kaddoura este un asteroid din centura principală de asteroizi. A fost descoperit pe 31 martie 1998 la Socorro, New Mexico, în cadrul proiectului LINEAR. Asteroidul prezintă o orbită caracterizată de o semiaxă mare de 2,26 ua, o excentricitate de 0,16 și o înclinație de 4,6° în raport cu ecliptica.